# 潘琴基 (蘇梅區)
50°35′10″N 34°45′49″E / 50.58611°N 34.76361°E
潘琴基（烏克蘭語：Панченки）是位於烏克蘭東北部的村莊，由蘇梅州蘇梅區的萊貝丁市鎮負責管轄。該村距離哈爾布濟夫卡和斯泰布良基1公里，海拔高度193米，2001年人口47。